# Asiola lemniscata
Asiola lemniscata är en tvåvingeart som beskrevs av Daniels 1977. Asiola lemniscata ingår i släktet Asiola och familjen rovflugor. Inga underarter finns listade i Catalogue of Life.